# Stiban
Stiban nebo antimonovodík, starší název stibin, je za normálních podmínek bezbarvý plyn pronikavého zápachu, trochu připomínajícího sulfan (sirovodík). Ve vodě je prakticky nerozpustný. Ochlazováním se mění na bezbarvou kapalinu a dále pak na bílou krystalickou látku, krystalující v ortorombické soustavě. Molekula stibanu má tvar trojboké pyramidy, s atomem antimonu na vrcholu a s vodíkovými atomy v rozích podstavy tvaru rovnostranného trojúhelníku.

## Příprava
Připravuje se redukcí sloučenin trojmocného antimonu vodíkem ve stavu zrodu, např.
SbCl3 + 6 H → SbH3 + 3 HCl,
nebo rozkladem antimonidu zinečnatého nebo hořečnatého působením kyseliny chlorovodíkové
Sb2Zn3 + 6 HCl → 2 SbH3 + 3 ZnCl2, resp.
Sb2Mg3 + 6 HCl → 2 SbH3 + 3 MgCl2.

## Chemické reakce
Je nestabilní, pomalu se rozkládá na prvky již za laboratorní teploty
2 SbH3 → 2 Sb + 3 H2.
Při 200 °C je rozklad velmi rychlý, dekompozice je autokatalytická a může být až explozivní.
Snadno se oxiduje na oxid antimonitý a vodu, zapálený hoří modrozelenavým plamenem:
2 SbH3 + 3 O2 → Sb2O3 + 3 H2O.

## Organické deriváty
Stiban je základem organoantimonitých sloučenin. Nejjednoduššími jsou methylstiban CH3SbH2, dimethylstiban (CH3)2SbH a trimethylstiban (CH3)3Sb. Nemají však větší význam.

## Využití
Stiban se používá v elektrotechnickém průmyslu při výrobě mikroelektronických součástek pro nanášení stopových množství antimonu pomocí chemické depozice z plynné fáze.

## Bezpečnost
Stiban je hořlavý plyn, který může explodovat ve směsi se vzduchem. Je vysoce toxický.